# Albadea
Albadea là một chi bướm đêm thuộc phân họ Tortricinae của họ Tortricidae.

## Các loài
- Albadea dea Razowski & Becker, 2002